# Chlorure

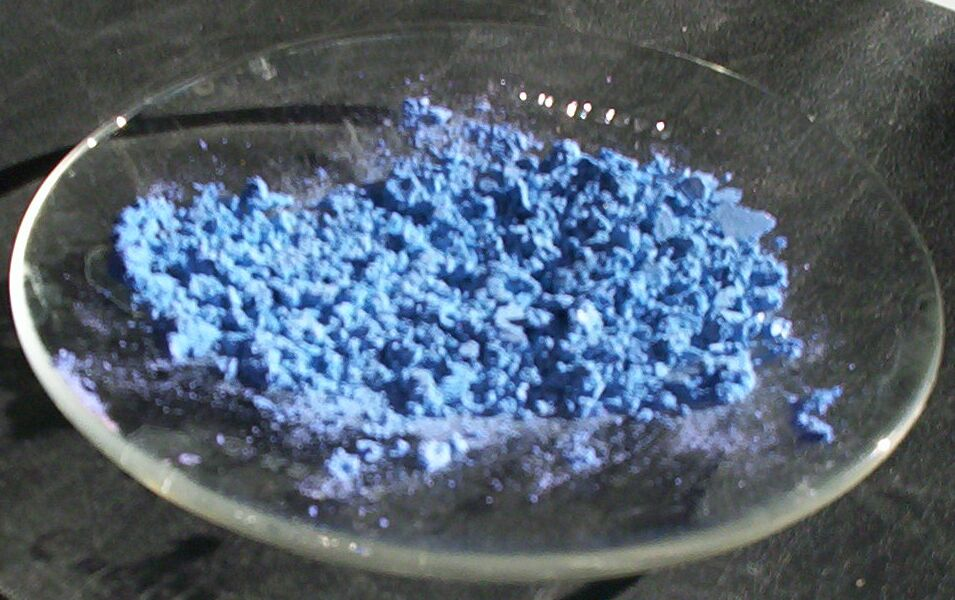
Sels anhydres de chlorure de cobalt(II).

Dans le domaine de la chimie ou de la qualité de l'eau ou de l'air, le terme chlorure désigne :
- l'ion chlorure Cl− : c'est un atome de chlore chargé d'un électron supplémentaire ; c'est un ion négatif (anion), dit halogénure ; un atome de chlore ayant gagné un électron. Il est aussi produit lors de la dissociation du chlorure d'hydrogène dans l'eau. Des chlorures peuvent être localement impliqués dans les pluies acides et phénomènes d'acidification d'eaux superficielles ou souterraines ;
- tout sel de l'acide chlorhydrique (HCl) ; un chlorure peut donc être inorganique (minéral, métallique) ou organique (exemple : chlorométhane CH3Cl, également appelé chlorure de méthyle).

## Les principaux chlorures
On distingue :
- le chlorure de sodium, NaCl, qui est le principal composant du sel marin ; l'eau de mer contient environ 35 g de sels par litre dont 27 g de chlorure de sodium et 5 g d'autres chlorures (magnésium, calcium et potassium). 
En raison de sa capacité à abaisser le point de congélation d'une solution (l'eau de mer ne gèle qu'à −2 °C), le chlorure de sodium est le sel le plus utilisé pour le salage des routes, destiné à lutter contre la formation ou la persistance de verglas sur les chaussées. Dans les régions froides, il n'est efficace que pour des températures supérieures à −10 °C. Il est une source croissante de pollution des eaux de surface et de nappes par les chlorures. C'est aussi un facteur d'hypertension artérielle quand il est ingéré en quantité excessive ;
- le chlorure de calcium est également utilisé en alternative au NaCl pour le salage routier, mais plutôt pour des températures inférieures à −10 °C (jusqu'à −20 °C). Il est aussi une source croissante de contamination des eaux par les chlorures ;
- le chlorure de potassium KCl est le composant principal du sel de régime utilisé comme substitut au sel de table en cas d'hypertension artérielle ;
- le chlorure de magnésium, l'un des composés du sel marin, nécessaire au fonctionnement de la plupart des organismes ;
- le chlorure d'argent AgCl était utilisé vers 1890 dans la fabrication du papier photographique ;
- le chlorure d'aluminium (AlCl3), utilisé dans certains produits destinés à réduire la transpiration ou son odeur. C'est un produit dangereux, susceptible de produire une explosion s'il est mis pur en contact avec une base ou de l'eau ;
- le chlorure d'hydrogène (HCl), c'est la forme gazeuse (ou anhydre) de l'acide chlorhydrique (toxique et hautement corrosif) ;
- le chlorure d'ammonium (NH4Cl), nocif si ingéré, et irritant, mais néanmoins utilisé comme additif alimentaire (numéro E510[1]), dont pour le bétail (sur ordonnance). Il est parfois utilisé en zone de sports d'hiver pour retarder la fonte des neiges, qu'il fait durcir (même un peu au-dessus de 0 °C) ;
- le chlorure de fer(III) ;
- le chlorure de zinc ;
- le chlorure d'étain(IV) ou « tétrachlorure d'étain » ou « chlorure stannique » (produit dangereux) ;
- le chlorure d'étain(II) ou « chlorure stanneux » ou « dichlorure d'étain », utilisé comme additif alimentaire aux propriétés antioxydantes et fixateur de couleur (no E512)[1] ;
- le chlorure de vinyle ;
- le polychlorure de vinyle (PVC).

## Chlorure et santé
Les taux de chlorure des cellules et des fluides (sang, lymphe) des animaux vertébrés sont en permanence contrôlés par le système hormonal et les reins ou via des organes spécialisés (chez certains poissons, oiseaux de mer...). Les chlorures en excès sont excrétés par l'urine et un peu par la transpiration.

## Le chlorure et l'eau potable
La directive européenne 98/83 du 3 novembre 1998 qui est entrée en vigueur le 23 décembre 2003 fixe à 250 mg/l la teneur maximum en ions chlorures dans l'eau potable.

## Identification et/ou dosage
La méthode classique, dite méthode de Charpentier-Volhard, repose sur le principe que les ions chlorures en solution réagissent avec le nitrate d'argent en produisant un précipité blanc qui noircit à la lumière.

## Solubilité dans l'eau
Solubilité des sels anhydres dans l'eau à température ambiante (20 à 25 °C) en g/100g H2O (sels pris en compte : AgCl, AlCl3, SbCl3, BaCl2, BeCl2, CdCl2, CaCl2, CsCl, CoCl2, CuCl2, AuCl3, InCl3, FeCl3, LaCl3, LiCl, MgCl2, MnCl2, HgCl2, NdCl3, NiCl2, PbCl2, PtCl4, KCl, PrCl3, RaCl2, RbCl, SmCl3, NaCl, SrCl2, TlCl, YCl3, ZnCl2)
| H       |         |    |         |    |         |        |         |         |         |         |            |         |          |         |        |    |    | He |
| Li 84,5 | Be 71,5 |    |         |    |         |        |         |         |         |         |            |         | B        | C       | N      | O  | F  | Ne |
| Na 36   | Mg 56   |    |         |    |         |        |         |         |         |         |            |         | Al 45,1  | Si      | P      | S  | Cl | Ar |
| K 35,5  | Ca 81,3 |    | Sc      | Ti | V       | Cr     | Mn 77,3 | Fe 91,2 | Co 56,2 | Ni 67,5 | Cu 75,7    | Zn 408  | Ga       | Ge      | As     | Se | Br | Kr |
| Rb 93,9 | Sr 54,7 |    | Y 75,1  | Zr | Nb      | Mo     | Tc      | Ru      | Rh      | Pd      | Ag 0,00019 | Cd 120  | In 195,1 | Sn      | Sb 987 | Te | I  | Xe |
| Cs 191  | Ba 37   | *  | Lu      | Hf | Ta      | W      | Re      | Os      | Ir      | Pt 142  | Au 68      | Hg 7,31 | Tl 0,33  | Pb 1,08 | Bi     | Po | At | Rn |
| Fr      | Ra 24,5 | ** | Lr      | Rf | Db      | Sg     | Bh      | Hs      | Mt      | Ds      | Rg         | Cn      | Nh       | Fl      | Mc     | Lv | Ts | Og |
|         |         | ↓  |         |    |         |        |         |         |         |         |            |         |          |         |        |    |    |    |
|         |         | *  | La 95,7 | Ce | Pr 96,1 | Nd 100 | Pm      | Sm 93,8 | Eu      | Gd      | Tb         | Dy      | Ho       | Er      | Tm     | Yb |    |    |
|         |         | ** | Ac      | Th | Pa      | U      | Np      | Pu      | Am      | Cm      | Bk         | Cf      | Es       | Fm      | Md     | No |    |    |

## Densité
Densité des sels en g⋅cm−3 (composés pris en compte : AcCl3, AlCl3, AmCl3, SbCl3, AsCl3, BaCl2, BeCl2, BiCl3, CdCl2, CaCl2, CeCl3, CsCl, CrCl3, CoCl2, CuCl2, ErCl3, EuCl2, GdCl3, GaCl3, GeCl4, AuCl3, HoCl3, InCl3, ICl3, IrCl3, FeCl2, LaCl3, PbCl2, LiCl, LuCl3, MgCl2, MnCl2, HgCl2, MoCl2, NdCl3, NiCl2, NbCl5, NCl3, PdCl2, PCl3, PtCl2, PuCl3, KCl, PrCl3, RaCl2, ReCl3, RhCl3, RbCl, RuCl3, SmCl3, ScCl3, SeCl4, AgCl, NaCl, SrCl2, SCl2, TaCl5, TeCl2, TbCl3, TlCl, ThCl4, SnCl2, TiCl2, WCl6, UCl3, VCl2, YbCl2, YCl3, ZnCl2, ZrCl2)
| H        |          |    |         |         |         |         |          |         |         |         |         |          |         |         |         |         |       | He |
| Li 2,07  | Be 1,9   |    |         |         |         |         |          |         |         |         |         |          | B       | C       | N 1,653 | O       | F     | Ne |
| Na 2,17  | Mg 2,325 |    |         |         |         |         |          |         |         |         |         |          | Al 2,48 | Si      | P 1,574 | S 1,62  | Cl    | Ar |
| K 1,988  | Ca 2,15  |    | Sc 2,4  | Ti 3,13 | V 3,23  | Cr 2,76 | Mn 2,977 | Fe 3,16 | Co 3,36 | Ni 3,51 | Cu 3,4  | Zn 2,907 | Ga 2,47 | Ge 1,88 | As 2,15 | Se 2,6  | Br    | Kr |
| Rb 2,76  | Sr 3,052 |    | Y 2,61  | Zr 3,16 | Nb 2,78 | Mo 3,71 | Tc       | Ru 3,1  | Rh 5,38 | Pd 4    | Ag 5,56 | Cd 4,08  | In 4    | Sn 3,9  | Sb 3,14 | Te 6,9  | I 3,2 | Xe |
| Cs 3,988 | Ba 3,9   | *  | Lu 3,98 | Hf      | Ta 3,68 | W 3,52  | Re 4,81  | Os      | Ir 5,3  | Pt 6    | Au 4,7  | Hg 5,6   | Tl 7    | Pb 5,98 | Bi 4,75 | Po      | At    | Rn |
| Fr       | Ra 4,9   | ** | Lr      | Rf      | Db      | Sg      | Bh       | Hs      | Mt      | Ds      | Rg      | Cn       | Nh      | Fl      | Mc      | Lv      | Ts    | Og |
|          |          | ↓  |         |         |         |         |          |         |         |         |         |          |         |         |         |         |       |    |
|          |          | *  | La 3,84 | Ce 3,97 | Pr 4    | Nd 4,13 | Pm       | Sm 4,46 | Eu 4,9  | Gd 4,52 | Tb 4,35 | Dy       | Ho 3,7  | Er 4,1  | Tm      | Yb 5,27 |       |    |
|          |          | ** | Ac 4,81 | Th 4,59 | Pa      | U 5,51  | Np       | Pu 5,71 | Am 5,87 | Cm      | Bk      | Cf       | Es      | Fm      | Md      | No      |       |    |